# Pixel 2
Pixel 2 y Pixel 2 XL son teléfonos inteligentes de Android de gama alta diseñados y desarrollados por Google, empresa que los dio a conocer el 4 de octubre de 2017 como los sucesores de los teléfonos Pixel y Pixel XL. Lanzados el 19 de octubre de 2017, constituyen el segundo conjunto de smartphones en la línea de hardware de Google Pixel.

## Historia
A inicios de marzo de 2017, Rick Osterloh, un representante de Google, confirmó que la «siguiente generación» de los teléfonos Pixel llegaría más tarde ese mismo año. Osterloh aseguró que dichos teléfonos seguirían siendo de gama alta y que no habría ningún «Pixel barato».
En un principio, la empresa desarrolladora tenía la intención de trabajar con HTC para fabricar sus teléfonos insignia, pero después optó por LG para que fabricara el Pixel 2 XL. Durante una de las etapas de desarrollo se diseñó un teléfono bajo el nombre en clave «Muskie» que se supone que iba a ser el Pixel 2 XL, pero terminó siendo el HTC U11+ de HTC.

## Especificaciones

### Hardware
La parte trasera del Pixel 2 y Pixel 2 XL está hecha de aluminio con un «revestimiento premium» de plástico y una sección de la parte superior está compuesta de vidrio para permitir transmisión inalámbrica. Ambos teléfonos funcionan con el procesador Snapdragon 835 de 8 núcleos (4 de 2:35GHz y 4 de 1:99GHz), y tienen opciones de memoria de almacenamiento de 64 o 128 GB. El Pixel 2 posee una pantalla AMOLED de 5 pulgadas (130 mm) con una resolución de 1920×1080 y una densidad de píxeles de 441 ppi. Por su parte, el Pixel 2 XL posee una pantalla de 6 pulgadas (150 mm) P-OLED con una relación de aspecto de 18:9 y una resolución 2880×1440 a una densidad de 538 ppi.
La cámara trasera de ambos smartphones es de 12,2 megapixeles y es capaz de grabar videos con resoluciones de 4K a 30 FPS, 1080p a 120 FPS, y 720p a 240 FPS. Asimismo, dicha cámara emplea detección de fase con enfoque automático con ayuda de láser, además de tener la opción de procesamiento HDR+. Los teléfonos incluyen un procesador de imagen Pixel Visual Core diseñado por Intel que permite un rápido procesamiento digital de imágenes de alto o bajo consumo. Sin embargo, este procesador no estuvo disponible sino hasta que la versión Android 8.1 fue lanzada en enero de 2018.
La cámara no es capaz de capturar fotografías tipo Raw y carece de características de control manual. A diferencia de los teléfonos iPhone 8 y iPhone X de Apple, los Pixel 2 no tienen la opción de filmar videos 4K a 60 FPS. Los usuarios poseedores de un Pixel 2 tienen un respaldo ilimitado de imágenes y videos de alta resolución para la aplicación Google Photos, exclusividad que perdurará hasta finales de 2020.
Tanto el Pixel 2 como el Pixel 2 XL tienen soporte a tecnología Quick Charge, poseen un sensor de huella digital en la parte trasera, certificación IP67 de protección frente al polvo y el agua, y son compatibles con Google Daydream.

### Software
Ambos smartphones vienen con la versión Oreo 8.0 de Android. Durante el lanzamiento, los desarrolladores de Google prometieron tres años de actualizaciones de software y de seguridad, cantidad cercana a los cuatro años promedio durante los cuales Apple suele dar soporte a los iPhone.
Asimismo, los Pixel 2 son los teléfonos que estrenaron la aplicación Google Lens, la cual está diseñada para proporcionar información relevante a partir de un análisis visual con la cámara. Android Oreo 8.1 fue lanzado para Pixel 2 y Pixel 2 XL el 5 de diciembre de 2017.